# Vickers E.F.B.7
Il Vickers E.F.B.7 fu un aereo da caccia biplano biposto sviluppato dall'azienda aeronautica britannica Vickers Limited negli anni dieci del XX secolo, rimasto allo stadio di prototipo.

## Storia del progetto
Nell'agosto 1914, poco dopo lo scoppio della prima guerra mondiale, il pioniere dell'aviazione britannica e progettista di aeroplani Richard Leonard Howard-Flanders venne assunto presso la ditta di costruzioni aeronautiche Vickers Ltd., dove lavorò alla realizzazione del suo primo velivolo, un caccia dotato di un cannone Vickers da 37 mm. Non si trattava del noto QF.1, ma di uno speciale pezzo a lungo rinculo che sparava munizionamento meno potente Per la realizzazione del nuovo aereo biplano bimotore, il progettista Flanders si ispirò al precedente progetto Flanders B.2, dando vita all'E.F.B.7 (Experimental Fighting Biplane No.7).

## Tecnica

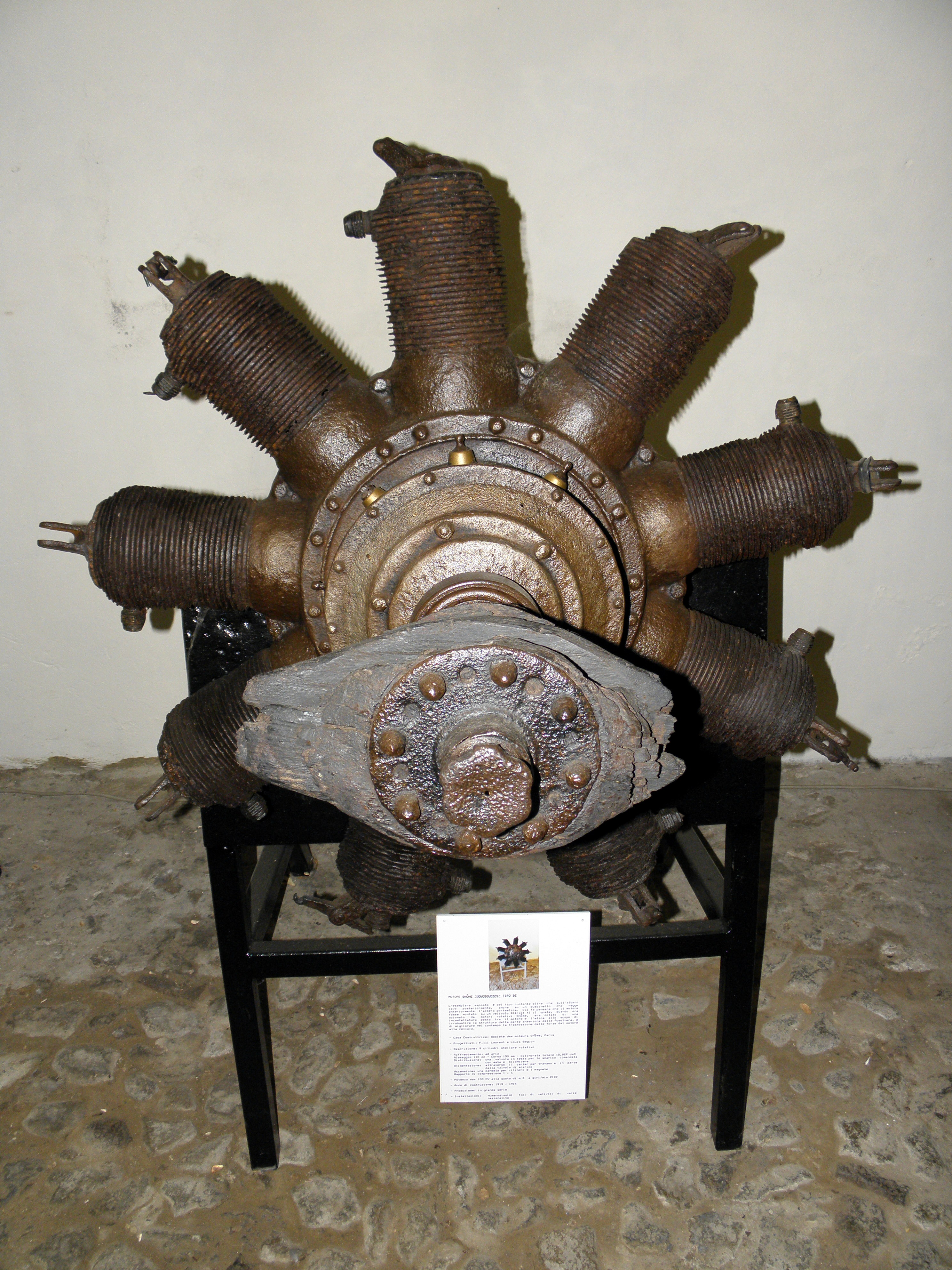
Un motore Gnome Monosoupape, esposto presso il Museo dell'aria e dello spazio di San Pelagio (Due Carrare)

L'E.F.B.7 era un biplano da caccia, bimotore, biposto, di costruzione mista in legno e metallo. La fusoliera era costruita in tubi in acciaio e rivestita in compensato e tela. L'impennaggio di coda era del tipo classico monoderiva, dotato di piani orizzontali controventati, rivestiti in tela, così come il timone.
La configurazione alare era biplano-sesquiplana, caratterizzata cioè dall'ala inferiore di apertura minore della superiore con entrambe le ali rivestite in tela e compensato, e collegate tra loro ed alla fusoliera da quattro coppie di montanti.
Il carrello d'atterraggio era un triciclo classico, fisso, dotato anche di un grande pattino d'atterraggio fissato attraverso le gambe del carrello, integrato posteriormente da un altro pattino d'appoggio. 
Biposto, dotato di due abitacoli tra loro molto distanziati, l'anteriore per l'artigliere ed il posteriore per il pilota.
La propulsione era affidata a due motori rotativi Gnome Monosoupape, un 9 cilindri raffreddato ad aria, erogante la potenza di 100 hp ed azionante un'elica bipala lignea. L'armamento si basava su un cannone Vickers calibro 37 mm.

## Impiego operativo
Il prototipo dell'E.F.B.7 volò per la prima volta nell'agosto 1915, venendo quindi consegnato alla Central Flying School per le prove di accettazione. Saltuariamente all'inizio dell'attività di volo fu dotato di grandi carenature per raccogliere l'olio che fuoriusciva dai motori.
Un ordine per 12 esemplari di serie venne emesso il 20 agosto 1915, ma la distanza che separava il pilota dall'artigliere fu trovata eccessiva, e fu realizzata una versione modificata, designata E.F.B.7A, con fusoliera modificata e nuovi propulsori Renault V8 raffreddati ad aria da 80 hp (60 kW) al posto dei Gnome Monosoupape. Il primo esemplare di serie (s/n.5517) così modificato fu provato in volo, ma a causa della scarsa potenza installata le prestazioni risultarono insoddisfacenti e portarono alla cancellazione dell'ordine di produzione il 16 febbraio 1916, quando gli altri 11 esemplari si trovavano in avanzata fase di realizzazione presso la Darraq and Company Ltd. di Fulham.

## Versioni
E.F.B.7
primo prototipo (sn.1616) dotato di propulsori Gnome Monosoupape da 100 hp.
E.F.B.7A
primo esemplare di produzione dotato di propulsori Renault da 80 hp.

## Utilizzatori
Regno Unito
- Royal Flying Corps

### Annotazioni
1. ↑  L'ala superiore era 6,7 m (22 ft) più lunga di quella inferiore.
2. ↑  La larga postazione dell'artigliere si trovava sulla parte anteriore del velivolo, con il cannone installato su un affusto rotante, dotato di uno scudo antiproiettile.

### Fonti
1. ↑  Andrews, Morgan 1988, p. 104.
2. 1 2  Bruce 1969, p. 81.
3. ↑  Williams, Gustin 2003, pp. 86-88.
4. ↑  Mason 1992, p. 43.
5. ↑  Bruce 1969, pp. 81-82.
6. ↑  Bruce 1969, p. 82.
7. 1 2  Andrews, Morgan 1988, p. 497.
8. ↑  Bruce 1969, pp. 84-85.